# Église Saint-Jacques-le-Mineur des Milandes
Pour les articles homonymes, voir Église Saint-Jacques.
 (avril 2023).
L'église Saint-Jacques-le-Mineur des Milandes est une église catholique située en France, à Castelnaud-la-Chapelle. Elle était connue autrefois sous la dénomination de chapelle du château des Milandes. À partir de 1864, elle a servi d'église paroissiale, notamment pour le mariage de Joséphine Baker avec Jo Bouillon en 1947.

## Localisation
L'église est située dans le département français de la Dordogne, sur la commune de Castelnaud-la-Chapelle.

## Historique

### Édification du château des Milandes
La construction de la chapelle des Milandes est liée à l'édification du château des Milandes.
François de Caumont, baron de Castelanu, fils de Brandélis de Caumont (mort en 1468) et de Marguerite de Bretagne (morte en 1478 au château de Berbiguières), fille naturelle d'Olivier de Blois-Châtillon, comte de Penthièvre, s'est marié le 20 janvier 1477 avec Claude de Cardaillac, fille de Mathurin de Cardaillac, baron de Cardaillac, Montbrun et Brengues et de Claude de Pierrfort.
Marguerite de Bretagne ne sa plaisant pas dans le château de Castelnaud, son mari entreprend la construction du château des Milandes en 1489. Cette construction a été possible grâce aux revenus provenant, entre autres, de péages fluviaux sur la Garonne qui lui rapportent près de 2 000 livres. 
La première mention écrite de la chapelle se trouve dans le testament de François de Caumont daté du 9 mars 1514, rédigé au château des Milandes, dans lequel le seigneur demande à être enterré dans « la chapelle nouvellement bâtie en l'honneur de la Sainte Vierge ». Il fait un legs à la chapelle.

### Caractéristiques de la chapelle du château des Milandes
L'étude architecturale faite par l'Agence Atemporelle en 2018 dans le cadre de l'opération de restauration de la chapelle a montré que c'est le premier édifice à cet emplacement et que sa construction a débuté à la fin du XVe siècle. Le premier projet comprenait un vaisseau unique terminé par une abside à trois pans et une chapelle latérale nord avec cheminée et autel. La chapelle latérale sud est un peu plus tardive et comprend une chapelle haute ayant un décor de style Renaissance. La sacristie a dû être construite à la même époque que la chapelle sud. Le caractère de chapelle seigneuriale était marqué par une galerie haute reliant le château à la nef de la chapelle dans laquelle elle se poursuivait sous forme d'une tribune à l'ouest et au sud de la nef jusqu'à la chapelle haute. Cette tribune a été construite avant 1586 car on y voit un graffiti portant cette date. 
La rédaction du testament semble montrer que, dès l'origine, la chapelle avait une vocation funéraire. Mais François de Caumont a ajouté un codicille à son testament, le 14 décembre 1514, dans lequel il déclare vouloir être inhumé devant le grand autel de l'église du couvent des Carmes du bourg de Saint-Pierre de Tonneins-Dessus, au tombeau de ses prédécesseurs et auprès de sa femme, Claude de Cardaillac, morte depuis peu de jours. Lui-même meurt quelques jours plus tard, en décembre 1514. Le testament de son fils unique, Charles de Caumont, daté du 8 janvier 1525 confirme cette inhumation de ses parents à Tonneins où il demande à être enterré. Cependant, les fouilles réalisées en le 30 septembre et le 20 octobre 2019 ont mis au jour sous le dallage un caveau accessible par un escalier droit et s'enfonçant sous le chœur. Ce caveau daterait du milieu du XVIe siècle d'après les archéologues. La présence de plaquettes en or portant la devise des Caumont, Fiat via vi, montre que ce sont des membres de cette famille dont on a trouvé les squelettes dans le caveau de la chapelle, probablement Jean de Caumont, son frère Geoffroy ainsi que sa femme, Marguerite de Lustrac et leur fils, Jean, décédé à huit ans. Jacques Nompar de Caumont, duc de La Force, y a aussi été inhumé d'après son testament mais ses restes ont été déplacés. La sépulture d'une femme trouvée dans le chœur parallèle à l'autel est peut-être celle de Jeanne de Pérusse des Cars (1500-1527), fille de Gauthier II de Pérusse des Cars (vers 1460-1550), femme de Charles de Caumont (1480-1528), mère de Geoffroy de Caumont. Les fouilles ont permis de trouver un cœur en plomb et un crane scié. Cette vocation funéraire est confirmée par la découverte d'une pierre sommitale à l'extérieure de la façade ouest portant une inscription de dédicace à saint Michel, le peseur d'âme.
Cette chapelle n'a pas souffert des guerres de Religion bien que les Caumont soient des défenseurs de la Réforme protestante en Périgord à partir de 1535 et qu'une division de protestants s'est établie aux Milandes en octobre 1562. Geoffroy de Vivans s'y est marié avec Jeanne de Cladech le 13 mai 1563 et sa fille Simone en 1584. Jacques Nompar II de Caumont, duc de La Force s'est converti au catholicisme en 1691.

### Ventes successives du château des Milandes
Le 12 germinal an II (1er avril 1794) le domaine est noté « propriété de Caumont émigré ». Le château est vendu 30 000 livres à Étienne Fleurac et Pierre Delpeyrat. Le 16 floréal an VI (5 mai 1798) ils se partagent les parcelles. La chapelle sert alors de grange et a été divisée par un plancher intermédiaire. Des bâtiments agricoles lui ont été adossés. La Semaine religieuse de 1873 indique que le caveau de la famille de Caumont a été comblé en 1829.
La chapelle est restaurée en 1863 par les paroissiens des Milandes et le vicomte Amable de Beaumont. Le décor peint de la chapelle a été enduit à une date inconnue mais, d'après la Semaine religieuse il était encore visible en 1860. Il se peut que cet enduit a été posé en 1863, au moment de la restauration de la chapelle. Un chemin de croix est posé dans la chapelle en 1864 Joseph Dabert, évêque de Périgueux, en août 1864. La cérémonie se termine par la bénédiction du Saint-Sacrement. La chapelle sert alors pleinement d'église paroissiale.
En 1893, le château est acheté par le lieutenant-colonel Tournier, chef de bataillon au 14e régiment de ligne de Brive. Le propriétaire suivant est Auguste Claverie. Une photographie prise par Pierre Daudrix montre la chapelle a été débarrassée de tous les bâtiments annexes qui lui étaient adossés. La cloche Sainte Élisabeth est bénie le 19 novembre 1902. Une souscription est ouverte pour permettre la réparation des voûtes.

### Joséphine Baker et la chapelle du château
Joséphine Baker et Jo Bouillon se sont mariés dans la chapelle en 1947. En 1964, une lettre de Joséphine Baker signale que la dégradation de la chapelle a conduit le service des Beaux-Arts à désaffecter la chapelle. La mairie fait une demande de désacralisation de la chapelle en 1986. Cette démarche n'a pas abouti. Dans les années 2000, la chapelle abrite un petit musée sur la vie de Joséphine Baker.
La chapelle est revenue dans le domaine du château en 2016.[précision nécessaire]
Des travaux de restauration de l'intérieur et l'extérieur de la chapelle sont entrepris à partie de 2018. Le décor peint a été dégagé par la restauratrice, Mélissa Donadeo, entre novembre et décembre 2019.

## Protection
L'édifice est inscrit au titre des monuments historiques le 9 juin 1926.